# Arnaud Rykner
Pour les articles homonymes, voir Rykner.
Arnaud Rykner, né le 19 juin 1966 à Neuilly-sur-Seine, est un romancier, dramaturge, metteur en scène et essayiste français. Il est l'auteur de romans, de pièces de théâtre, ainsi que de plusieurs essais sur la littérature ou le théâtre parus chez José Corti et aux éditions du Seuil. Il est par ailleurs professeur à l'université Sorbonne-Nouvelle (Paris) où il dirige l'Institut de Recherche en Etudes Théâtrales après avoir longtemps dirigé le laboratoire L.L.A. « Lettres, Langages et Arts » de l'université de Toulouse,. Spécialiste du nouveau roman, il a mené à bien plusieurs éditions critiques de l'œuvre de Nathalie Sarraute et de celle de Marguerite Duras. Ancien assistant, dramaturge et traducteur de Claude Régy, il est également metteur en scène (il a notamment monté des œuvres de Nathalie Sarraute, Dominique Hubin, Maurice Maeterlinck et Bernard-Marie Koltès). Il a été membre junior de l'Institut universitaire de France de 2002 à 2007, et en est membre senior depuis 2017. A cheval sur plusieurs pratiques, à la fois dans et hors de l'institution, ancrée dans plusieurs "disciplines", son œuvre a parfois été caractérisée par sa disposition à l'indiscipline ou l'indisciplinaire.

## Biographie
Ancien élève de l'École normale supérieure, agrégé de Lettres, il publie à 22 ans Théâtre du Nouveau Roman (José Corti, 1988), son premier essai consacré aux œuvres de Robert Pinget, Marguerite Duras et Nathalie Sarraute. La même année, quelques pages sur l'auteur d'Enfance, envoyées à Denis Roche (Le Seuil), qui lui passe commande d’un volume sur l’écrivain, vont permettre sa rencontre avec Sarraute. Leur amitié durera onze ans. Il sera l'un des collaborateurs de l'édition de son œuvre complète dans la Bibliothèque de la Pléiade, où il édite son théâtre. C'est elle qui lui présente le metteur en scène Claude Régy, dont il connaît les mises en scène depuis longtemps. Il commence par retraduire avec lui Chutes de Gregory Motton et sera son assistant six ans durant, avant de monter ses propres spectacles.
Son premier roman, intitulé Mon roi et moi, paraît en 1999. Il sera suivi de Je ne viendrai pas (2000), aux éditions du Rouergue (traduit en anglais chez Snuggly Books en 2022). Les deux livres, entre prose poétique, onirisme, fantastique, brouillent les frontières. Blanche, puis Nur (roman d’amour éperdu, « texte bref, fulgurant, volontiers incantatoire, s'écoute autant qu'il se lit », Michel Abescat, Télérama. Le roman a été finaliste du deuxième Prix France-Culture/Télérama), et  Enfants perdus ouvrent une veine plus réaliste, jusqu’au Wagon (2006) qui nous plonge dans l’horreur de la déportation, éclairant en retour certains pans sombres des œuvres précédentes. Il a obtenu le Prix Jean d'Heurs du roman historique. Traduit en italien chez Mandadori (coll. Libellule) en 2012, et en anglais chez Snuggly Books en 2020.
La Belle Image s'inspire de la rencontre réelle avec un ancien détenu qui, sorti de prison, subit une forme de double peine, qui le renvoie à son propre sentiment d'enfermement. Dans la neige, paru en 2016, s'inspire « lointainement des derniers mois de l'écrivain suisse Robert Walser », dont il tente de restituer la fascination pour le « quelque chose de merveilleux à devenir idiot ». Comme l'écrit Muriel Steinmetz dans L'Humanité : « À lire Dans la neige, bref récit produit par une identité vacillante, on peut songer à Hölderlin dans sa tour, au Nerval d’Aurélia et pourquoi pas à la fin tragique de Kleist. Ce personnage saisi à bout touchant par Arnaud Rykner ne se prénomme pas Joseph par hasard. N’est-il pas celui qui, dans la Bible, fut vendu par ses frères ? Dans le roman, c’est sa sœur qui est la cause de l’enfermement. Le texte constitue une prouesse littéraire dans la mesure notamment où, au cours du mouvement d’oscillation de la psychose, sont mêlés les pronoms personnels. Celui qui dit rarement « je » passe donc sans crier gare du « on » au « il », voire à un verbe sans sujet propre »).
Arnaud Rykner a été lauréat de la Villa Kujoyama à Kyoto pour l'année 2019. Il a présenté son travail à la Collection Lambert dans le cadre du Festival Viva Villa de novembre 2019. De sa résidence est né son neuvième roman, publié en 2023, L'île du lac, nourri de la culture japonaise : « Quelque part, dans des montagnes japonaises, se trouve un lac, et au milieu de ce lac, une maison dans les bambous. Une barque se balance, tout est calme [...]. Soudain une main apparaît. Un homme. Est-il le premier ou le dernier des hommes ? [...]. L’homme taille un bambou et recommence. Il lance un hameçon et recommence. Il y a quelque chose de théâtral dans ses gestes. Sa vie ressemble à une danse immobile. Il contemple le monde, les oiseaux et le temps qui passe. C’est comme si Beckett avait écrit des haïkus. » (Alice Develey, Le Figaro littéraire du 3 mai 2023).

## Œuvre

### Romans
- Mon roi et moi, Rodez, France, Éditions du Rouergue, coll. « La brune », 1999, 102 p. (ISBN 978-2-84156-133-9, BNF 37009534)
- Je ne viendrai pas, Rodez, France, Éditions du Rouergue, coll. « La brune », 2000, 76 p. (ISBN 978-2-84156-262-6, BNF 37119490). Traduit en anglais par Sue Boswell, Snuggly Books, 2022, 104 p., (ISBN 978-1-64525-112-5)
- Blanche, Rodez, France, Éditions du Rouergue, coll. « La brune », 2004, 82 p. (ISBN 978-2-84156-537-5, BNF 39171208)
- Nur, Rodez, France, Éditions du Rouergue, coll. « La brune », 2007, 60 p. (ISBN 978-2-84156-835-2, BNF 40984748)Réédition, Arles, Actes Sud, coll. « Babel » no 905, 2008  (ISBN 978-2-7427-7692-4)
- Enfants perdus, Rodez, France, Éditions du Rouergue, coll. « La brune », 2009, 92 p. (ISBN 978-2-84156-990-8, BNF 41447635)[12]
- Le Wagon, Paris-Arles, France, Éditions du Rouergue, coll. « La brune », 2010, 138 p. (ISBN 978-2-8126-0163-7, BNF 42299008)[13] - Prix Jeand'heurs 2011[14]. Traduit en italien par Marco Bellini, Mondadori, 2012  (ISBN 978-8-80-461-499-9) ; réédition, Arles, Actes Sud, coll. « Babel » no 1193, 2013  (ISBN 978-2-330-02281-5) ; traduction en anglais par Sue Boswell, Snuggly Books 2020  (ISBN 978-1645250371)
- Lignes de chance : fantaisie (anthologique) en pays Espernel, Paris-Arles, France, Éditions du Rouergue, 2012, 77 p. (ISBN 978-2-8126-0411-9, BNF 42751986)Illustrations de Frank Secka
- La Belle Image, Paris-Arles, France, Éditions du Rouergue, coll. « La brune », 2013, 140 p. (ISBN 978-2-8126-0549-9, BNF 43666087)
- Dans la neige, Arles, France, Éditions du Rouergue, coll. « La brune », 2016, 119 p. (ISBN 978-2-8126-1030-1, BNF 45009987)
- L'île du lac, Arles, France, Éditions du Rouergue, coll. « La brune » 2023, 144 p.  (ISBN 978-2-8126-2433-9)

### Théâtre
- Pas savoir, Besançon, Les Solitaires Intempestifs, 2010, 72 p. (ISBN 978-2-84681-297-9, BNF 42339174)[15]. Avec une préface de Claude Régy.
- Dedans dehors, publie.net, coll. « ThTr », 2016  (ISBN 978-2-37177-458-2)

### Essais
- Théâtre du Nouveau Roman : Sarraute, Pinget, Duras, Paris, José Corti Éditions, coll. « Les Essais », 1988, 314 p. (ISBN 978-2-7143-0280-9, BNF 34958460)
- Nathalie Sarraute, Paris, Éditions du Seuil, coll. « Les contemporains no 10 », 1991, 205 p. (ISBN 978-2-02-010650-4, BNF 35412690)
- L'Envers du théâtre. La dramaturgie du silence, de l'âge classique à Maeterlinck., Paris, José Corti Éditions, coll. « Les Essais », 1996, 367 p. (ISBN 978-2-7143-0582-4, BNF 35816773)
- Maurice Maeterlinck, Paris, Rome, Éditions Mémini, coll. « Bibliographie des écrivains français », 1998, 657 p. (ISBN 978-88-86609-16-6, BNF 36712799)
- Paroles perdues : faillite du langage et représentation, Paris, José Corti Éditions, coll. « Les Essais », 2000, 318 p. (ISBN 978-2-7143-0734-7, BNF 37652029)
- Pans : liberté de l'œuvre et résistance du texte, Paris, José Corti Éditions, coll. « Les Essais », 2004, 232 p. (ISBN 978-2-7143-0838-2, BNF 39117536)
- Nathalie Sarraute et la représentation, Lille, France, Roman 20-50  (ISSN 0295-5024), coll. « Actes », 2005, 151 p. (ISBN 978-2-908481-31-0, BNF 44358244)En collaboration avec Monique Gosselin-Noat
- Penser par les images : autour des travaux de Georges Didi-Huberman, Nantes, France, Éditions Cécile Defaut, 2006, 204 p. (ISBN 978-2-35018-026-7)En collaboration avec Laurent Zimmermann et Georges Didi-Huberman
- « L’univers quantique de Marguerite Duras et la critique des dispositifs », dans Eva Ahlstedt et Catherine Bouthors-Paillart, Marguerite Duras et la pensée contemporaine, Göteborg, Suède, Romanica Gothoburgensia, 2008 (lire en ligne), p. 181-193.
- Arnaud Rykner, « La pantomime comme réponse théâtrale aux nouvelles images dans la seconde moitié du XIXe siècle », dans Pierre Piret, La Littérature à l'ère de la reproductibilité technique. Discours, image, dispositif,, Paris, L'Harmattan, 2008 (ISBN 9782296056435), p. 151-167.
- Arnaud Rykner (dir.), Pantomime et théâtre du corps. Le jeu du hors-texte, Rennes, France, Presses Universitaires de Rennes, coll. « Le spectaculaire. Série Théâtre », 2009, 245 p. (ISBN 978-2-7535-0760-9, BNF 41432826)
- Les Mots du théâtre, Toulouse, France, Presses Universitaires du Mirail, 2010, 128 p. (ISBN 978-2-85816-961-0, BNF 42291534)
- Corps obscènes. Pantomime, tableau vivant et autres images pas sages suivi de Note sur le dispositif, Paris, Orizons, coll. « Universités. Comparaisons », 2014, 250 p. (ISBN 978-2-336-30021-4, BNF 44242347)

## Traduction
- Gregory Motton, La Terrible Voix de Satan, Paris, Christian Bourgois, coll. « Le répertoire de saint Jérôme », 1994  (ISBN 2-267-01258-8)

## Mise en scène
- Tropismes d'après Nathalie Sarraute, Cie Théâtre de l'Escalier, Théâtre du Maillon - Strasbourg (Festival "Turbulences"). Création 1995.
- Aucun regard de Dominique Hubin, Cie Théâtre de l'Escalier, Théâtre National de Toulouse/Théâtre de la Cité - Toulouse. Création 1999.
- Les Aveugles de Maurice Maeterlinck, Cie Théâtre de l'Escalier, Théâtre national de Toulouse/Théâtre de la Cité - Toulouse. Création  2001 [16].
- Dans la solitude des champs de coton de Bernard-Marie Koltès, Compagnie Les Vagabonds, Théâtre Du Pave - Toulouse. Création 2010[17].

## Filmographie
- Arnaud Rykner : Le Silence des mots. Réalisation : Hervé Gouault et Chris Thorp, 2012, 52 min[18].